# Adalbert Zuckschwerdt
 (février 2016).
Si vous disposez d'ouvrages ou d'articles de référence ou si vous connaissez des sites web de qualité traitant du thème abordé ici, merci de compléter l'article en donnant les références utiles à sa vérifiabilité et en les liant à la section « Notes et références ».
Adalbert Zuckschwerdt, né le 1er janvier 1874 à Worbis et mort le 1er juillet 1945 à Garmisch-Partenkirchen, est un officier de marine allemand qui fut konteradmiral en fin de carrière.

## Biographie
Adalbert Zuckschwerdt entre dans la marine impériale allemande en tant que cadet en 1893 et devient sous-lieutenant en 1896 et enseigne de 1re classe en 1900. Il est lieutenant-capitaine entre 1904 et 1906 sur les cuirassés SMS Prinz Heinrich et SMS Roon, puis il est instructeur d'artillerie à l'école navale. Il commande à bord du SMS Hessen, à partir de 1909, où devient premier officier, jusqu'en 1911. Il est officier d'artillerie de marine à nouveau sur le SMS Roon en 1913 à bord duquel il navigue dans les eaux australiennes, puis il commande dans les mers du sud et en Chine le croiseur SMS Cormoran (lancé en 1892), jusqu'en août 1914. C'est alors qu'il devient à la déclaration de guerre commandant de bord, en tant que korvettenkapitän, d'un navire transformé en raider et croiseur auxiliaire qui est baptisé du nom de l'ancien croiseur mis hors service. C'est le nouveau SMS Cormoran qui reçoit donc son armement de l'ancien en août 1914 et qui quitte la concession allemande de Tsingtau en Chine, pour les mers du Sud. Il ne parvient pas à faire des prises de guerre et à s'approvisionner en charbon et le navire est interné à Guam par les autorités militaires américaines, en décembre 1914. Il se saborde le jour de l'entrée en guerre des États-Unis, le 7 avril 1917, et son équipage est envoyé dans les camps de prisonniers de Fort Douglas dans l'Utah et de Fort McPherson en Géorgie. À son retour de captivité, en octobre 1919, il est nommé fregattenkapitän. Peu après, il donne sa démission de la marine.
Le capitaine Zuckschwerdt est rappelé au service actif dans la Kriegsmarine en août 1940. Il commande les ports de Nieuport en Belgique, puis de Calais. Il devient par la suite kapitän zur See, puis commandant de la côte ouest de la Loire en France occupée, de février 1941 à novembre 1943. Il est élevé au grade de konteradmiral en mars 1943. 
Il reçoit la croix de chevalier de la croix de fer d'argent, le 23 mars 1944, en tant que Seekommandant du Languedoc (1943-1944). Il rentre en Allemagne en mai 1944 atteint par la limite d'âge et prend sa retraite.
Il meurt deux mois après la capitulation allemande.